# 백남선장군 묘
백남선장군 묘는 전북특별자치도 김제시 죽산면 죽산리에 있는 무덤이다. 2013년 10월 24일 김제시의 향토문화유산(유형) 제4호로 지정되었다.